# Ambroise Marie François Joseph Palisot de Beauvois

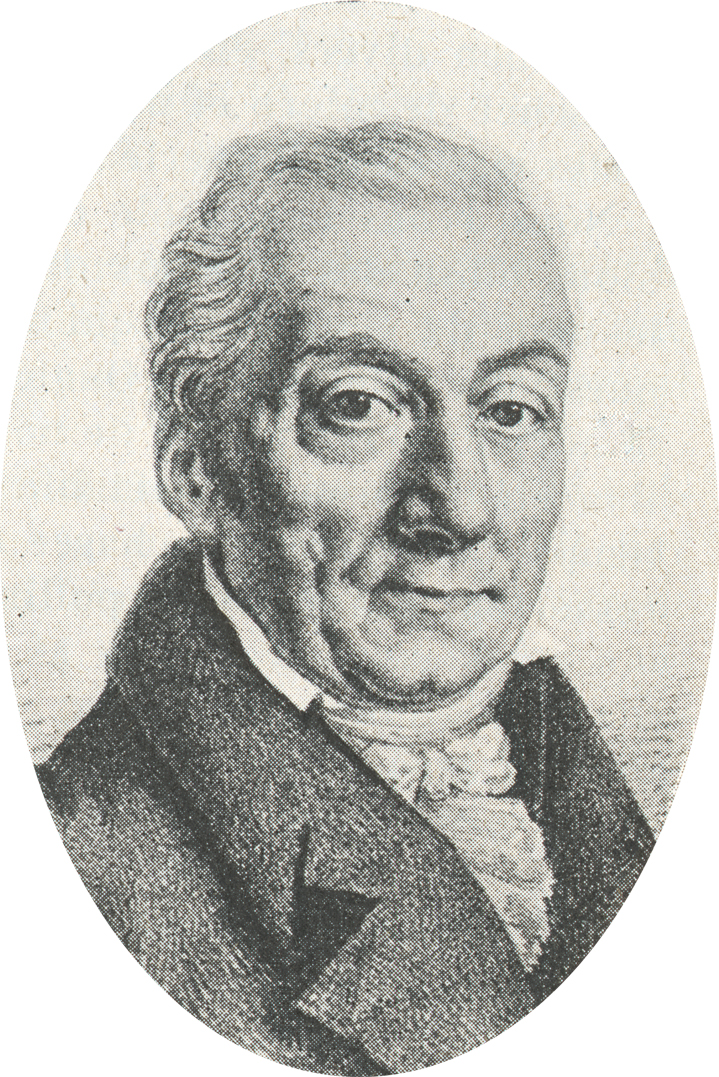
Ambroise Marie François Joseph Palisot, baron de Beauvois.

Ambroise Marie François Joseph Palisot, Baron de Beauvois (* 27. Juli 1752 in Arras; † 21. Januar 1820 in Paris) war ein französischer Naturwissenschaftler. Sein offizielles botanisches Autorenkürzel lautet „P.Beauv.“

## Leben und Wirken
1786 führte Palisot de Beauvois eine Forschungsreise durch, die ihn zuerst nach Afrika brachte. Dabei besuchte er einige bis dahin noch weitgehend unbekannte Regionen von Benin und übermittelte eine große Sammlung von Insekten und Pflanzen nach Paris. 1788 gelangte er gesundheitlich angeschlagen nach Saint-Domingue (heute Haiti). Im Jahr 1790 wurde er Mitglied des Höheren Rates der Kolonie und bekämpfte aktiv das Ende der Sklaverei. Er beschuldigte insbesondere die britischen Philanthropen, sich um die Belange der Schwarzen zu kümmern, dafür aber den Ruin der Kolonien billigend in Kauf zu nehmen.

Ruiniert durch die Revolten, welche die Insel erlebte, erfuhr er 1793 in Philadelphia in der größten Armut, dass all seine Sammlungen verloren gingen. Außerdem wird ihm bei den Vorbereitungen seiner Heimkehr bekannt, dass ihm diese auf Grund der französischen Revolution verboten war und alle seine Güter eingezogen wurden.
Um zu überleben, arbeitete er eine Zeit lang in einem Zirkusorchester, widmete nebenher aber all seine Zeit der Naturgeschichte. Dank der Hilfe des französischen Botschafters, Pierre Auguste Adet (1763–1832), glückte es ihm, eine Reise in das Landesinnere Nordamerikas durchzuführen, wo er mehrere Monate bei den Indianerstämmen der Muskogee und der Cherokee verbrachte. Er wurde Mitglied der Academy of Natural Sciences of Philadelphia, wo er seine Beobachtungen schilderte.
1798 erfuhr er, dass sein Rückkehrverbot nach Frankreich aufgehoben wurde, und kehrte daraufhin zurück. Im Jahr 1806 ersetzte er Michel Adanson (1727–1806) in der Académie des sciences und wurde 1815 Mitglied des Rates der Universität.
Sein besonderes Interesse bei den Pflanzen galt den Kryptogamen und den Süßgräsern, bei den Tieren den Insekten.

## Taxonomische Ehrung
Ihm zu Ehren wurde die Gattung Palisota Rchb. ex Endl. aus der Pflanzenfamilie der Commelinagewächse (Commelinaceae) und die Farngattung Belvisia Mirb. benannt.

## Einige Werke
- Flore d'Oware et de Benin (1804–1821, 2 Bände, 120 Tafeln).
- Insectes recueillis en Afrique et en Amérique (1805–1821, 90 Tafeln).
- Prodrome des cinquième et sixième familles de l'Æthéogamie, les mousses, les lycopodes (1805).
- Essai d'une nouvelle agrostographie (1812).
- Muscologie ou traité sur les mousses (1822).